# Vauxhall 30/98
De Vauxhall 30/98 was een autotype van Vauxhall dat tussen 1919 en 1927 in productie werd gebouwd.
In 1913 kreeg Laurence Pomeroy de opdracht om een nieuwe raceauto te bouwen voor Vauxhall, die dertien weken later moest racen op de Shelsley Walsh Speed Hill Climb bij Birmingham. De Vauxhall Prince Henry werd als basis gekozen voor de 30/98. In tegenstelling tot de Prince Henry werd de carrosserie van aluminium gemaakt en kreeg de 30/98 een aangepaste 4,5 litermotor. De auto, het prototype van de 30/98, brak in 1913 op de Shelsley Walsh Speed Hill Climb het record met acht seconden.
Ondanks het succes kwam de 30/98 door het aanbreken van de Eerste Wereldoorlog pas in 1919 in productie. De 30/98 kostte 1600 pond. In zijn tijd was het een van de snelste auto's. In 1926 kreeg de auto ook de nodige voorwielremmen. In 1925 nam General Motors Vauxhall over en in 1927 stopte de productie van de 30/98. Er werden 586 stuks van geproduceerd.